# Abejuela
Abejuela (aragónul Abechuela) település Spanyolországban, Teruel tartományban. Abejuela Manzanera, Sacañet, El Toro, Bejís, Andilla, La Yesa és Torrijas községekkel határos. Lakosainak száma 57 fő (2024).

## Népesség
A település lakosságának változását az alábbi diagram mutatja:
| Lakosok száma | 51   | 68   | 68   | 57   | 55   | 41   | 50   | 48   | 56   | 57   |
|               | 2001 | 2004 | 2007 | 2009 | 2012 | 2014 | 2017 | 2019 | 2022 | 2024 |